# Jarrod Bannister
Pour les articles homonymes, voir Bannister.
Jarrod Bannister, né le 3 octobre 1984 à Townsville et mort le 8 février 2018 aux Pays-Bas, est un athlète australien, spécialiste du lancer du javelot, actuel détenteur du record d'Océanie avec un lancer à 89,02 m.

## Biographie
Lors des championnats nationaux 2008, à Brisbane, il réalise la performance de 89,02 mètres, record d'Océanie. Il se classe sixième des Jeux olympiques d'été de 2008 à Pékin.
En 2010, il remporte la médaille d'or des Jeux du Commonwealth, à New Delhi, en Inde, avec la marque de 81,71 m. Il se classe septième des championnats du monde de 2011.
Sur le plan national, il remporte quatre titres de champion d'Australie, en 2007, 2008, 2010 et 2011.

## Palmarès
| Date | Compétition                    | Lieu      | Résultat | Épreuve           | Performance |
| ---- | ------------------------------ | --------- | -------- | ----------------- | ----------- |
| 2000 | Championnats d'Océanie juniors | Adélaïde  | 1er      | Lancer du javelot | 66,15 m     |
| 2002 | Championnats du monde juniors  | Kingston  | 4e       | Lancer du javelot | 73,31 m     |
| 2006 | Jeux du Commonwealth           | Melbourne | 6e       | Lancer du javelot | 78,06 m     |
| 2008 | Jeux olympiques                | Pékin     | 6e       | Lancer du javelot | 83,45 m     |
| 2010 | Jeux du Commonwealth           | Delhi     | 1er      | Lancer du javelot | 81,71 m     |
| 2011 | Championnats du monde          | Daegu     | 7e       | Lancer du javelot | 82,25 m     |

## Records
| Épreuve           | Performance  | Lieu     | Date            |
| ----------------- | ------------ | -------- | --------------- |
| Lancer du javelot | 89,02 m (AR) | Brisbane | 29 février 2008 |